# Staatstheater Kassel

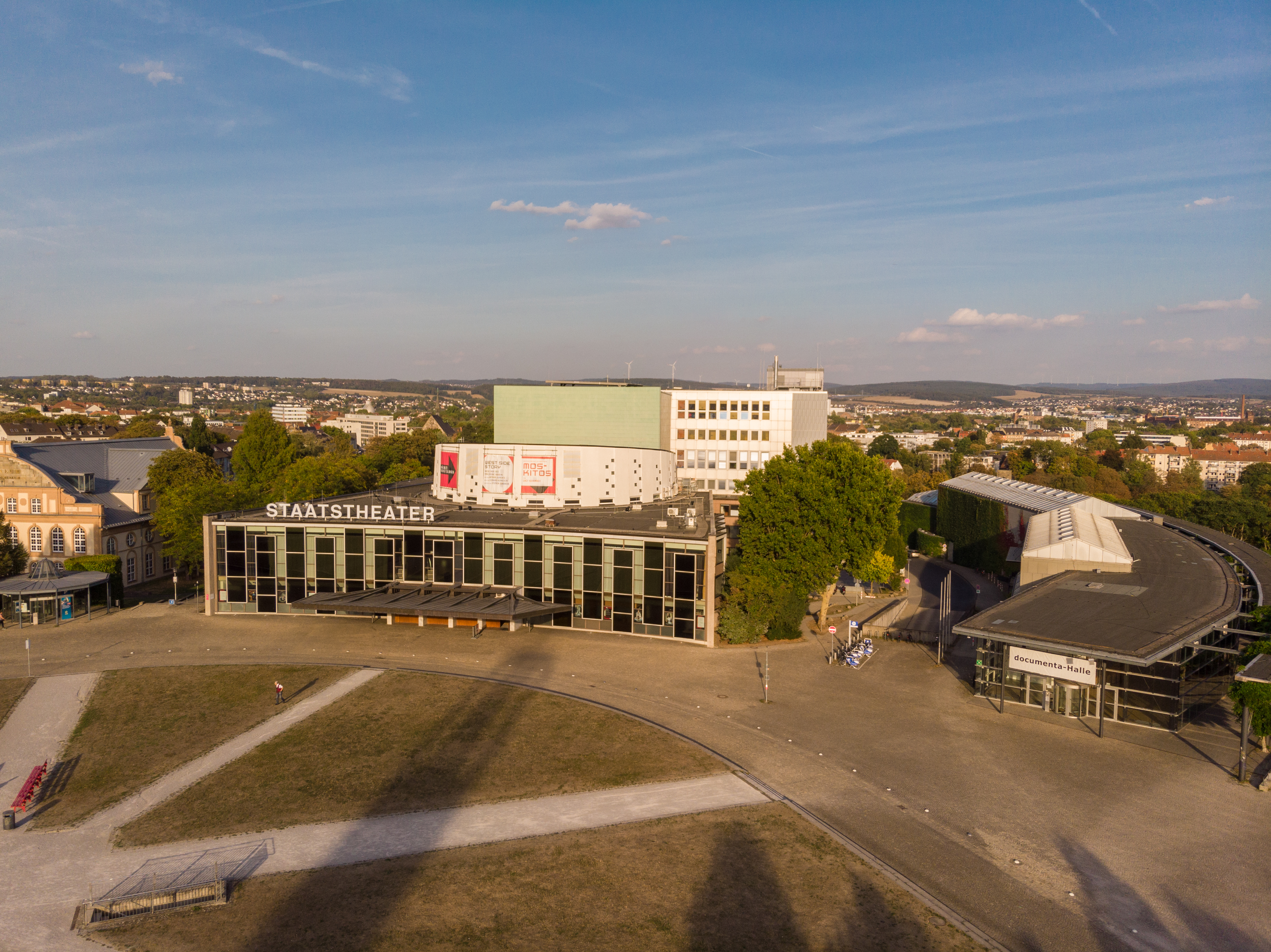
Der Theaterbau im Jahr 2018

Das Staatstheater Kassel ist ein staatlich getragenes Dreispartentheater mit Musiktheater, Schauspiel, Tanz, Kinder- und Jugendtheater sowie Konzertbetrieb. Der Bau aus den Jahren 1955 bis 1959, ausgeführt nach den Plänen der Architekten Paul Bode und Ernst Brundig, ersetzte den 1943 zerstörten Vorgängerbau, das Hoftheater, auch Preußisches Staatstheater genannt.
Der Theaterkomplex umfasst einen umbauten Raum von 92.000 m³, der sich aus dem Großen und dem Kleinen Haus zusammensetzt. Das Staatstheater befindet sich auf dem südöstlichen Teil des Friedrichsplatzes, auf der Seite zur Karlsaue.

## Geschichte

### Vorgängerbauten

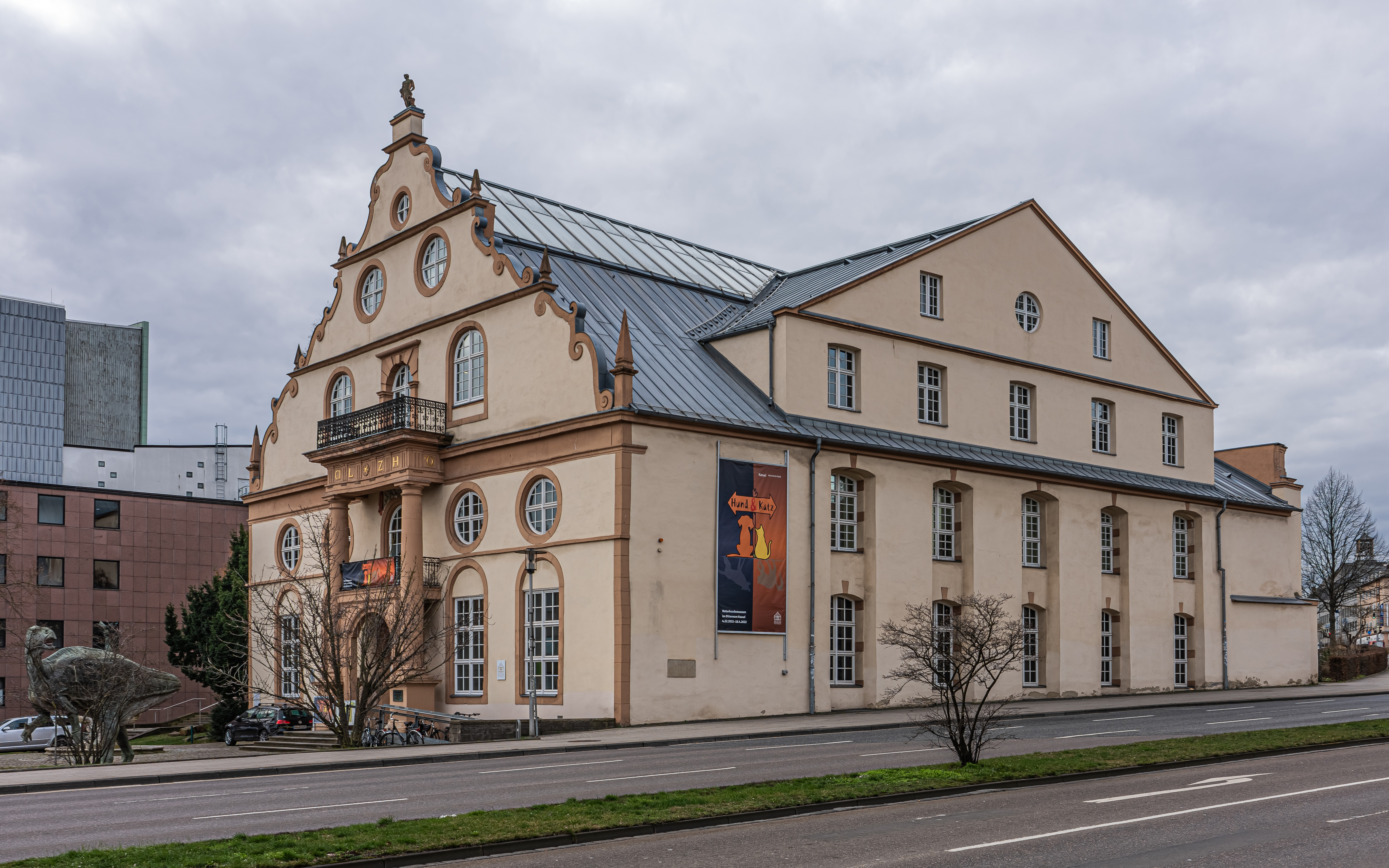
Ottoneum (1606–1690 als Theater genutzt)

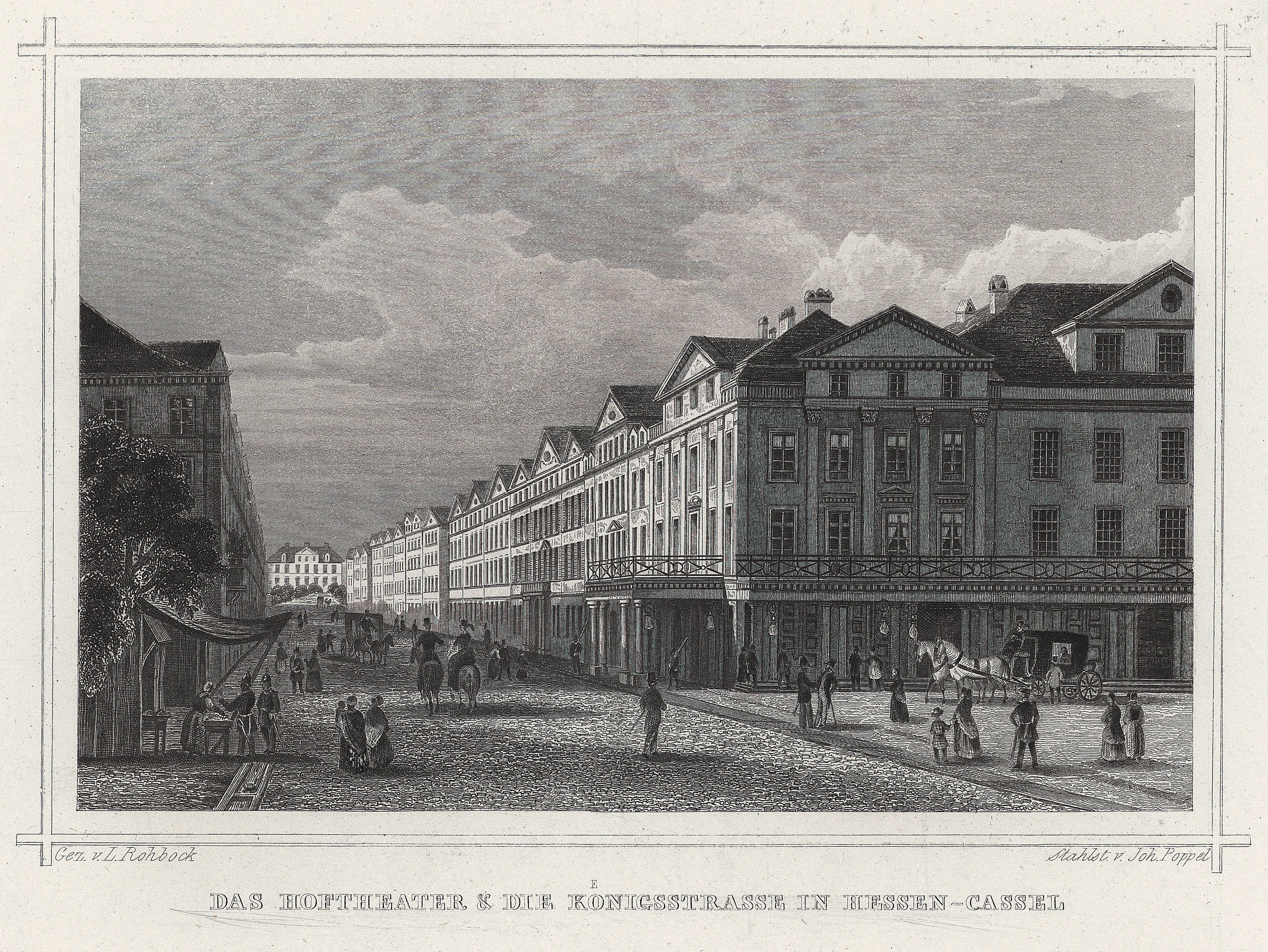
Hoftheater an der Ecke Königsstraße / Spohrplatz

Hoftheater (um 1900)

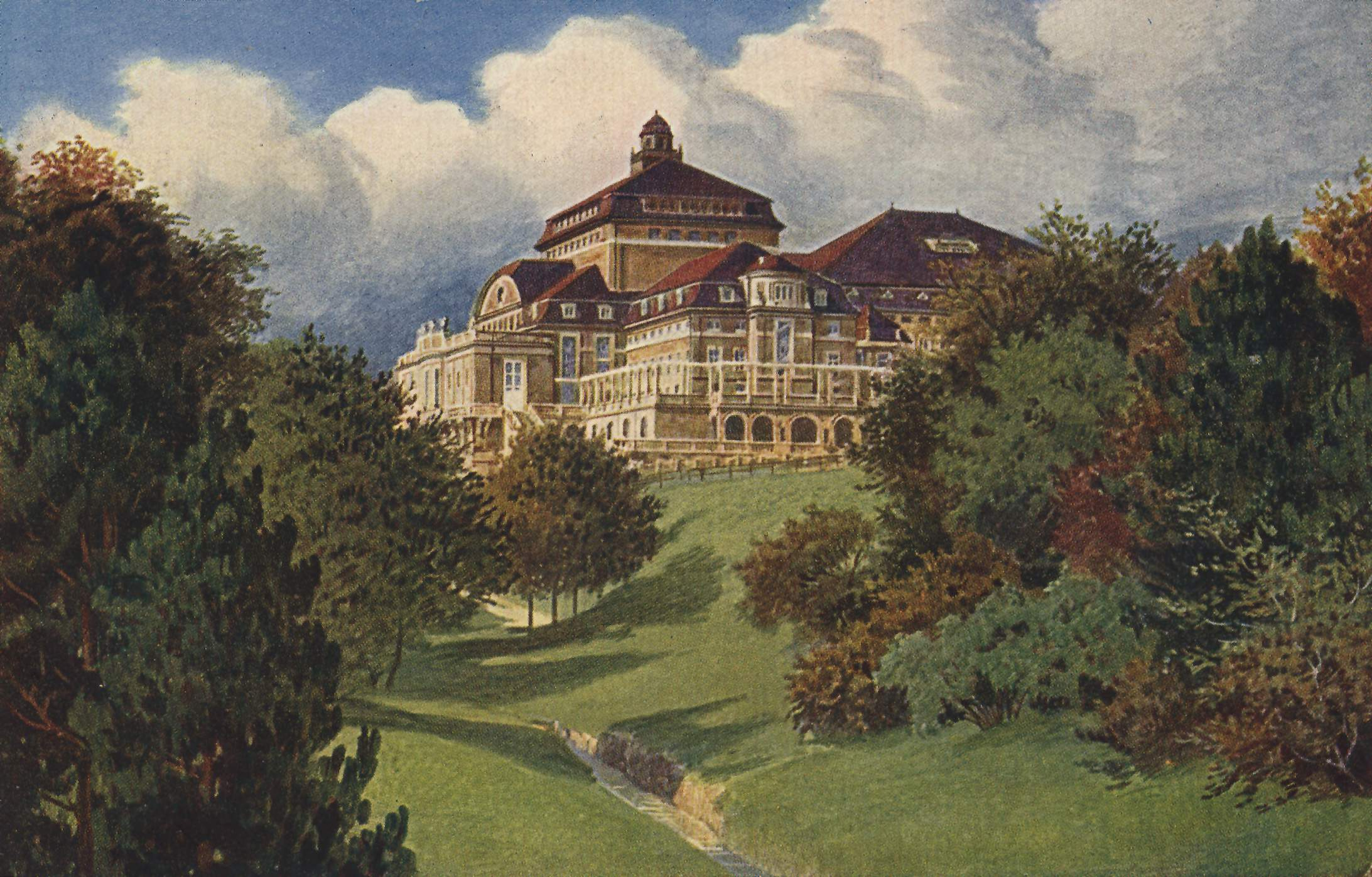
Hoftheaterbau am Friedrichsplatz (1909–1943/53), Blick von der Fuldaaue

Die Tradition Kassels als Theaterstadt lässt sich auf Landgraf Moritz (1572–1632) zurückführen. Mit dem Bau des Ottoneums 1603–1606 wurde das erste feststehende Theatergebäude Deutschlands errichtet. Benannt nach Landgraf Moritz’ Lieblingssohn, gilt es als eines der ältesten seiner Art nördlich der Alpen. Für seine Ausführung waren Baumeister Adam Müller, Zeug- und Bauobrist Hans Heinrich von Siegerordt, der landgräfliche Leibarzt Hermann Wolff und die Steinmetzwerkstatt Wilhelm Vernukens verantwortlich. 1696 wurde es unter Landgraf Karl zum Kunsthaus umgebaut, was durch Paul du Ry geschah. Die Nutzung des Ottoneums beschränkte sich seit 1884 auf die Ausstellung von naturkundlichen Exponaten. Es fügt sich, als Zeuge und Spiegel für die Theatertradition Kassels, in das Stadtbild unweit des einstigen und des heutigen Staatstheaters.
An der Königsstraße entstand 1765–1769 nach Plänen und unter Leitung von Simon Louis du Ry das landgräfliche (später kurfürstliche) Opernhaus. Dort feierte unter anderem der Komponist und Dirigent Louis Spohr (1784–1859) Erfolge; ein ihm gewidmetes Denkmal auf dem Opernplatz erinnert an die glorreiche Zeit des Opernhauses.
Unter Kaiser Wilhelm II. entstand in den Jahren 1907–1909 nach den Entwürfen von Anton Karst und Hans Fanghänel ein kompletter Theaterneubau. Das (Neue) Königliche Hoftheater, nach 1918 Preußisches Staatstheater Kassel, wurde an der Südostseite des Friedrichsplatzes errichtet. Der neobarocke Bau mit Fassaden aus weißem Sandstein verfügte mit 1425 Sitzplätzen über einen der größten Zuschauerräume Deutschlands. Es stand auf der Längsachse des Friedrichsplatzes und schloss diesen mittig zur Aue ab, jedoch negierte das Gebäude den städtebaulichen Grundgedanken des Friedrichsplatzes, indem es die zur Landschaft geöffnete Seite des Platzes verstellte. Zugleich musste das historische Aue-Tor für die Bauzeit abgetragen werden; es bildete nach Fertigstellung des Gebäudes das Kriegerdenkmal auf dem Platz.
Bei dem Luftangriff auf Kassel am 22. Oktober 1943 während des Zweiten Weltkriegs wurde das Theater schwer beschädigt und fiel danach dem Verfall durch Leerstand und Entnahme von wiederverwendbaren Elementen und Materialien zum Opfer. 1953 wurde die Ruine abgebrochen. Bis zur Einweihung des heutigen Baues wurden die Stadthalle Kassel und die Waldbühne Wilhelmshöhe als Ersatzspielstätten genutzt.

### Neubau: Architekturwettbewerb
Die Zerstörungen waren so groß, dass das Land Hessen den Abriss der Kriegsruine entschied und an dessen Stelle einen Neubau plante. Diesem Abriss gingen zahlreiche Proteste der Kasseler Bevölkerung voraus, obwohl es sich um einen relativ jungen Bau des damals verpönten Historismus handelte. Die massiven Zerstörungen von Gebäude und Bühnentechnik, der schlechte baulichen Zustand nach den Luftangriffen, der eine Verwendung der Fundamente nicht in Frage kommen ließ, die unwirtschaftliche Größe des Gebäudes und die wachsenden Anforderungen an ein Theater erlaubten die Weiternutzung nicht. So kam das Land Hessen 1951 zu dem Entschluss, einen Architekturwettbewerb auszuschreiben. Diesen Wettbewerb gewann 1952 die Arbeitsgemeinschaft Hans Scharoun / Hermann Mattern / Willem Huller. Sie setzten sich gegen die zweitplatzierten Architekten Bartels und Schweitzer (Braunschweig), die drittplatzierten Becker und Stübing (Hamburg) und den viertplatzierten Fritz Bornemann (Berlin) durch. Von Architekt Paul Bode, der ebenfalls am Wettbewerb teilgenommen hat und später eine wichtige Rolle bei der Errichtung des Neubaus einnehmen wird, ist zu diesem Zeitpunkt noch keine Rede.
Die Pläne und Entwürfe waren der Öffentlichkeit ab Oktober 1952 im Kasseler Ballhaus zugänglich.
Die Wettbewerbsjury lobte Scharouns Entwurf für die ausgezeichnete Erfüllung der Anforderungen und die „neuartige freie Form, die zum Zeitgeist passte“. Man hoffe von Seiten des Kulturministeriums auf „eine Attraktion für Kassel wie auch für die gesamte Theaterwelt“.
Besonderen Vorzug erhielt der Entwurf durch seine städtebaulichen Maßnahmen und Scharouns Idee einer Umlegung der Frankfurter Straße, sodass diese zwischen Ottoneum und dem Neubau des Staatstheaters entlang läuft. Scharouns Erläuterung zu dieser Entscheidung baut sich auf der Aussage auf, dass für ihn das Ottoneum zum alten Teil der Stadt gehört und nicht durch eine Straße vom alten Stadtkern getrennt werden dürfte. Auch plante er eine Fußgängerbrücke über die Frankfurter Straße hinweg, auf das Plateau des Theaters. Aber er machte sich keinesfalls nur Gedanken zur Einbettung des Theaters in das Stadtbild Kassels und die Anschauung der Bevölkerung, sondern auch um die Personen, für die das Theater als Arbeitsstätte dienen sollte. So wurde auch seine moderne Bühnenkonzeption gelobt, wofür er mit dem Theaterbühnenfachmann Willem Huller zusammenarbeitete. Das Publikum sollte seiner Auffassung nach fast auf der Bühne sitzen können, was räumlich als Arena zu verstehen war. Doch die Meinungen der Kasseler Bürger und auch des Kasseler Theateraufbauvereins waren eher negativ. Die Kritik kam vom Empfinden, der Entwurf sei zu ungewöhnlich und der immer noch bestehenden Hoffnung auf einen Wiederaufbau der Theaterruine. Man konnte und wollte ihn allem Augenschein nach nicht akzeptieren.

### Planung und Baubeginn unter Scharoun & Mattern (1951–1954)
Der Lageplan von 1952 der Architekten für das zu bebauende Grundstück sah als Bauplatz das alte Grundstück des Theaters und eine große Fläche nordöstlich davon vor. Jedoch stellte man bei den Gründungsarbeiten im Dezember 1954 Baugrundprobleme fest. Der Presse war zu dieser Zeit zu entnehmen, dass man auf Teile der Stadtmauer, der sogenannten Kasematten der alten Wehranlage gestoßen sei. Den schwierigen Bodenverhältnissen zum Trotz, legte man am 15. Oktober 1954 den Grundstein zum Neubau. Doch Anfang Dezember des gleichen Jahres wurden die Probleme bei den Ausschachtungs- und Fundamentierungsarbeiten offensichtlich. Man stellte fest, wie es in den Festschriften von 1959 und 1999 heißt, dass „das Projekt nicht im Rahmen der vorhergesehenen Termine und finanziellen Grenzen lag“.
Mitte Dezember stellte die Landesregierung die Bauarbeiten komplett ein. Im Jahr 1955 erklärte man den „Scharoun-Entwurf“ für unausführbar.
Die Architekturgemeinschaft wurde von ihren Verpflichtungen entbunden und man beauftragte den Kasseler Architekten Paul Bode. Auch Bode hatte seine Entwürfe bei dem Wettbewerb eingereicht, jedoch kam er nicht in die nähere Auswahl, bis zu dem Zeitpunkt, an dem der Scharounsche Entwurf als nicht realisierbar eingestuft wurde. So bekam er in den Februartagen des Jahres 1955 von der Oberbaudirektion den Auftrag, die Möglichkeiten eines Theaterbaus an dem vorgesehenen Bauplatz zu untersuchen. Er nahm den Auftrag an und unterwarf sich dem „Schweigegebot“ das ihm auferlegt wurde. Man sagte ihm, die Beauftragung der Architekten Scharoun und Mattern sei so gut wie hinfällig. Bis Ende April 1955 wusste niemand von dem „Geheimauftrag“ an Paul Bode, der ein Alternativ-Projekt entwickeln sollte, das mit den veranschlagten Baukosten auskommt. Paul Bode plante unter der Mitarbeit von Ernst Brundig seinen ‚Neubau’ auf den Fundamenten von Scharoun, mit einer noch größeren Nähe zum Ottoneum und zum Friedrichsplatz, um einen harmonischen Platzabschluss zu ermöglichen. Am 24. April 1955 gab der Kasseler Oberbürgermeister Lauritz Lauritzen bekannt, dass sich das Land Hessen offiziell von Scharoun und Mattern verabschiedet habe und Paul Bode und Ernst Brundig nun als Architekten für dieses Projekt eingesetzt werden.

### Neubau unter Bode & Brundig (ab 1955 bis 1959)

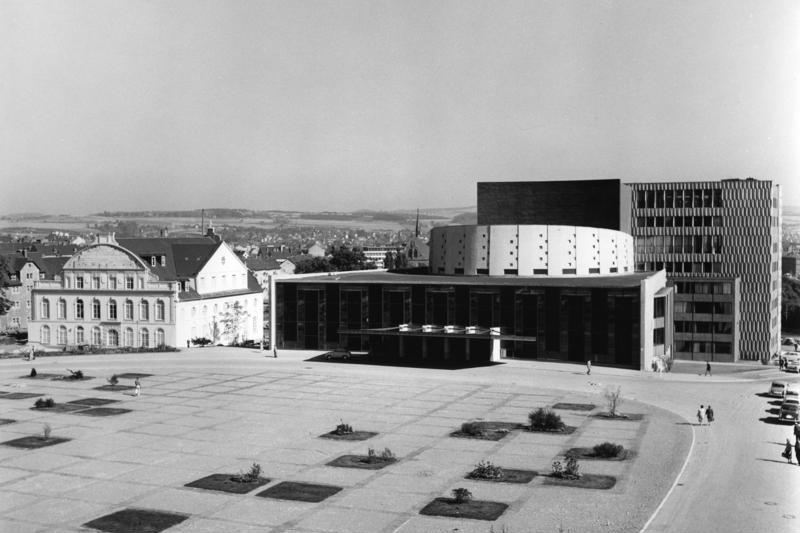
Bestehendes Theatergebäude nach der Einweihung 1959

Die beiden Architekten errichteten einen Neubau, der sich deutlich von ihrem Wettbewerbsentwurf 1952 unterschied, denn es wurden die Pläne von Scharouns Sieger-Entwurf übernommen, deutlich erkennbar an den ‚organischen’ Formen, wie wir sie aus Scharouns Entwurf entnehmen können. Deutlich erkennbar ist dies an dem aus kubischen Körpern gebildeten Mitteltrakt, der auf einem Rechteckgrundriss steht und konvexe und konkave Formen aufweist.
Zu Beginn der Bauarbeiten veranschlagte man eine Summe von etwa 4 Millionen D-Mark. Zwar kalkulierte man unvorhersehbare Dinge in die Veranschlagung mit ein, doch ahnte keiner der Verantwortlichen, was noch auf sie zukommen sollte. Und obwohl Paul Bode die Anweisung hatte, die Baukosten so gering wie möglich zu halten, beliefen sich diese am Ende auf 20 Millionen D-Mark.
Wegen seiner Krankheit war es Paul Bode schon seit November 1956 kaum noch möglich an den Bauarbeiten teilzunehmen. Am 12. September 1959 wurde das Kasseler Staatstheater vom Hessischen Ministerpräsidenten Georg August Zinn feierlich eingeweiht. Dieser Theaterbau sollte Bodes erster und einziger bleiben. Chefdramaturg wurde 1959 der seit 1950 am Staatstheater Kassel wirkende Hans Joachim Schaefer (* 1923).

## Beschreibung

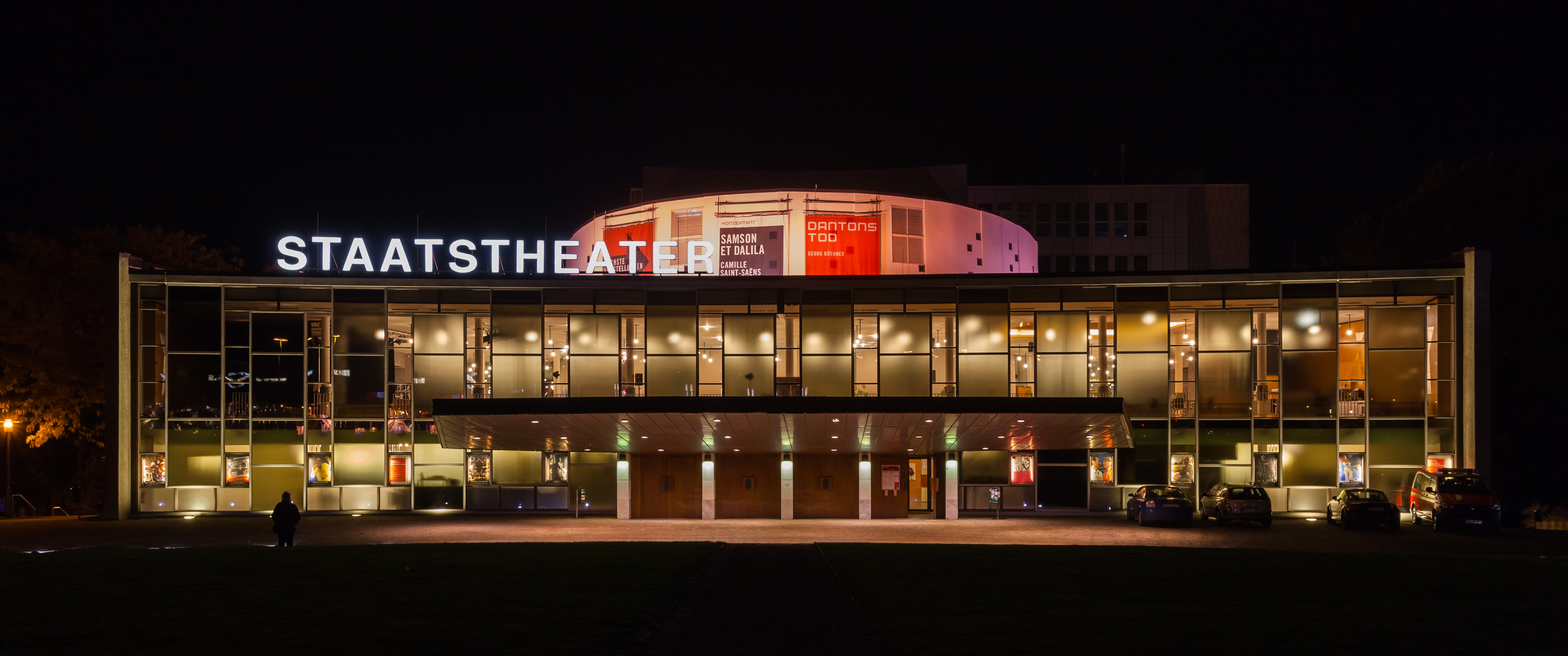
Nachtansicht des Gebäudes

### Lage
Der Theaterneubau von Bode und Brundig befindet sich gleich seinem Vorgängerbau auf dem Friedrichsplatz. Das Staatstheater bildet zusammen mit der documenta-Halle den östlichen Schlusspunkt der Luftlinie, vom Hauptbahnhof bis zum Auepark. Geleitet von Kurfürstenstraße und Treppenstraße, führt der Weg direkt zum Friedrichsplatz, wo sich auch das Fridericianum und das Ottoneum befinden. Hinter dem Staatstheater gibt es einen freien Blick auf das Orangerieschloss Karlsaue und den Auepark.

### Architektur und Baubeschreibung

#### Überblick

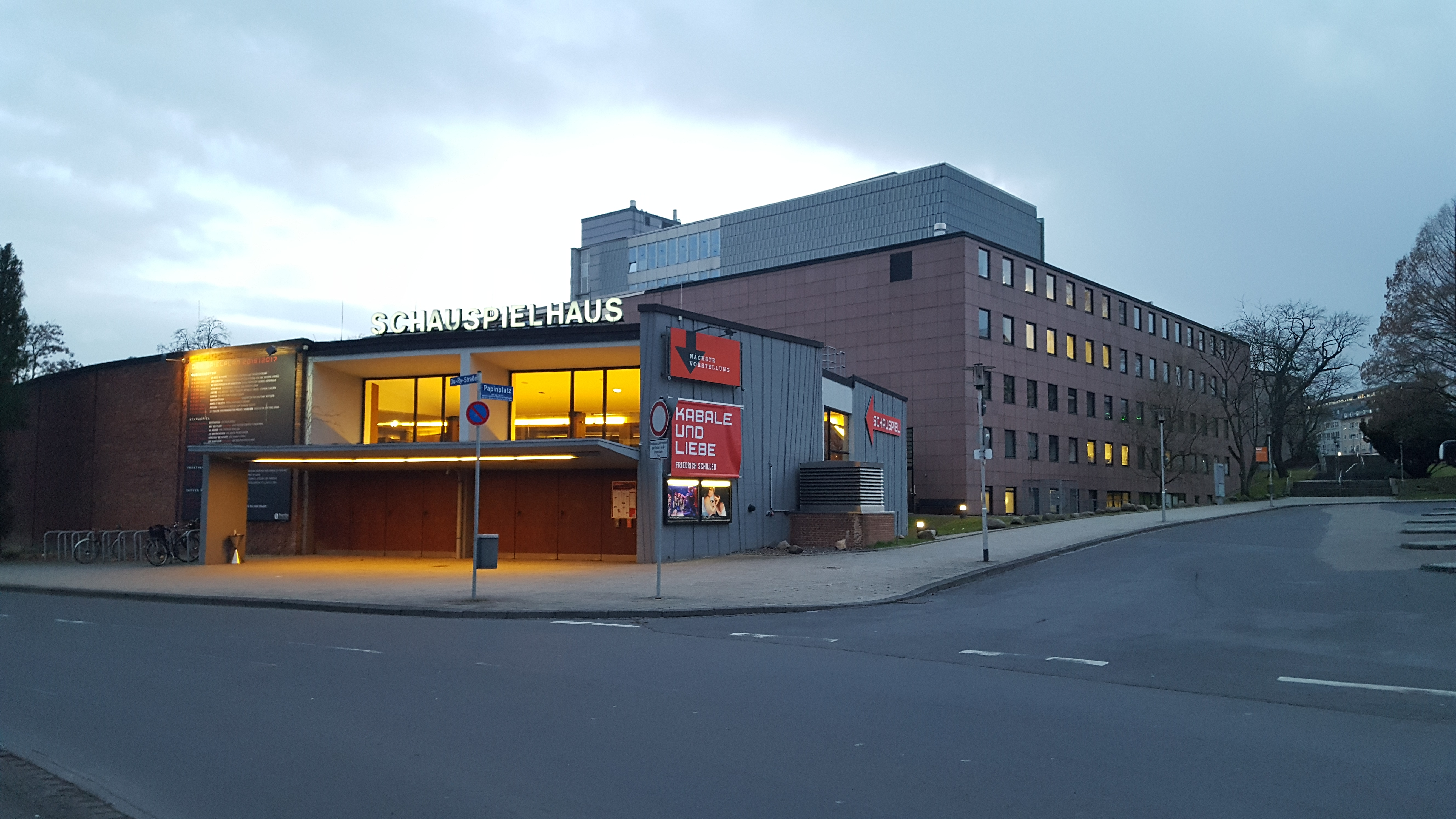
Schauspielhaus am Staatstheater Kassel

Bei dem Theater von Paul Bode handelt es sich um einen Stahlskelettbau der aus kubischen Baukörpern zusammengesetzt ist und ein Rechteck bildet. Der Mitteltrakt, zwischen Opern- und Schauspielhaus, setzt sich aus dem Bühnenhausturm im Westen, dem Werkstattbau im Norden und in Richtung Osten und Süden durch den Verwaltungsflügel zusammen. Die beiden Foyers treten Richtung Osten und Westen aus dem Mitteltrakt hervor. Auf Grund des schwierigen Baugrundes, welcher schon von Anfang an für Probleme gesorgt hatte, war es erforderlich eine differenzierte Behandlung jedes Gebäudeteils vorzunehmen. Der Bühnenhausturm wurde auf tief gegründete Banketten und der Zuschauerraum des großen Hauses mit Stahlbetonbanketten, auf die mit Magerbeton gefüllten Kasematten gestellt.

#### Fassade
Anhand der Westfassade des Opernhauses lässt sich erkennen, dass die Außenwand zweigeschossig gegliedert und konkav geschwungen ist. Die stählerne Abschlusswand ist verglast und durchbrochen, durch ein Mäanderband aus horizontalen transparenten und undurchsichtigen Glasstreifen. Hinter ihr erhebt sich eine halbrunde und nach außen gewölbte Fasse aus Sichtbeton, die des Zuschauerraums. Über den vier Eingängen des Großen Hauses befindet sich ein freitragendes Kupferdach, mit einem Ausmaß von etwa 11,5 Metern. Hinter dem Werkstattbau, genauer gesagt an dessen östlichem Ende, schließt das Foyer des Schauspielhauses an. Dieses steht in direktem Gegensatz zum Opernhaus und weist deshalb eine konvex geschwungene Fassade auf. Hier sind die Wände ebenfalls aus Sichtbeton, seiner Front jedoch ist roter Backstein vorgeblendet.
Das Foyer des Schauspielhauses ist dem Zuschauerraum quer vorgelagert.

#### Innenausbau
Im Foyer des Opernhauses, dessen Eingang dem Friedrichsplatz zugewandt ist, befinden sich seitlich der Eingangstüren die Kasse und die Garderoben. Von dort aus gelangt der Besucher über frei schwingende Treppen in das obere Foyer. Man kann nun, über den verglasten Treppenumgang des Zuschauerhauses, in das Parkett- und das Ranggeschoss gelangen. Das Foyer des Schauspielhauses beherbergt, wie schon das Opernfoyer, ebenfalls Kasse und Garderoben. Von dort aus führen zwei Treppenläufe nach unten, in das Parkettgeschoss. Die innere Ausgestaltung durch den Künstler Blasius Spreng bietet dem Betrachter im Gegensatz zum Außenbau, der sich durch Zurückhaltung und Sparsamkeit, einzig akzentuiert durch Blech, Kupfer, Beton und rotem Tuffstein, eine etwas andere Darstellung. Besonders im Opernhaus wird sichtbar, mit welchem Aufwand dies betrieben wurde. Der Fußboden besteht größtenteils aus hellem Parkett, das mit einer dunklen Linienführung durchzogen ist.
Die Wände und Decken von Zuschauerraum und Foyer sind kunstvoll mit Holz verkleidet oder vertäfelt. Dieses Holz ist teils vergoldet oder versilbert und teils mit speziellem Wachs beschichtet. Das Eichefurnier, mit seiner unterschiedlichen Farb- und Linienstruktur, wurde wie im Oberen Foyer des Opernhauses eigens vom Künstler entworfen und mit aus Blattsilber bestehenden Intarsien versehen. Die Beleuchtung besteht aus unzähligen Leuchten, die mit Verlängerungen aus der Decke nach unten stehen. Mit einem 600 Quadratmeter großem Bühnenvorhang, besitzt das Kasseler Staatstheater seit 1959 den wohl letzten in situ erhalten Bühnenvorhang der Textilkünstlerin Lotte Hofmann.

## Sanierung

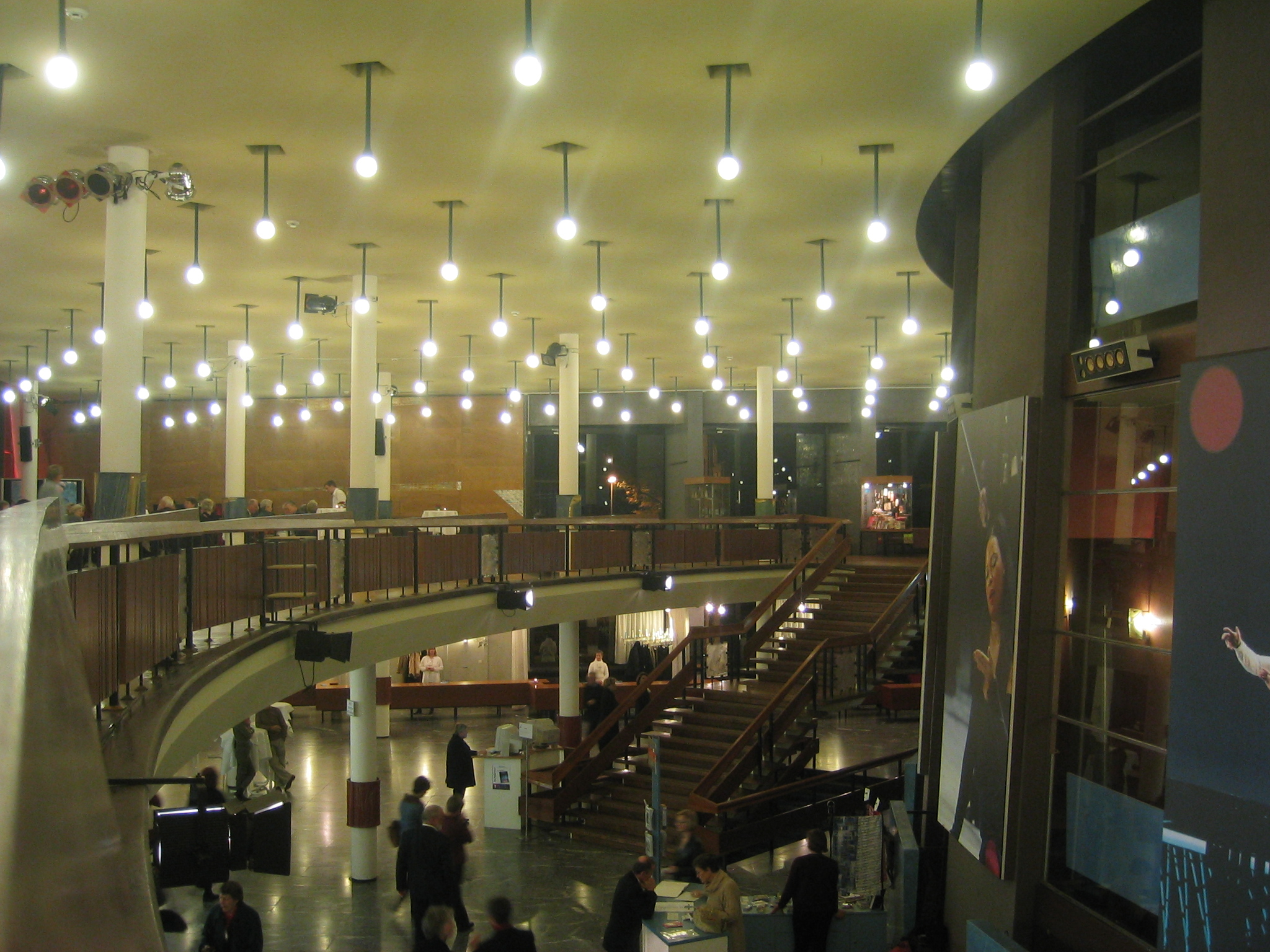
Foyer 2003

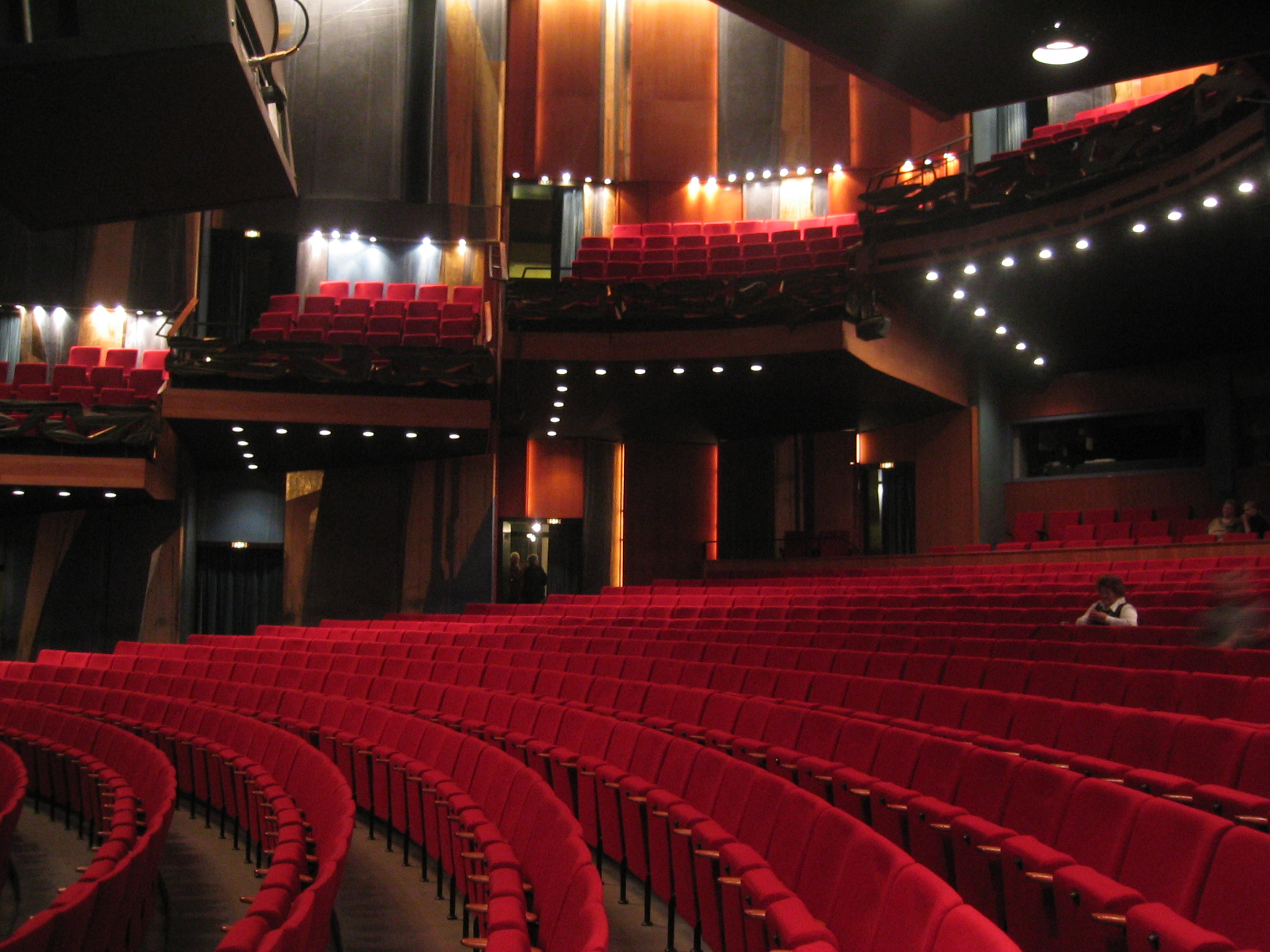
Zuschauerraum 2003

In den Jahren 1990 bis 1995 fand eine, so weit finanziell und den Spielbetrieb nicht beeinträchtigende, schrittweise aber doch grundlegende Sanierung der Bühnentechnik statt.
Im Jahr 1994 erfolgte eine grundlegende Bühnentechnikerneuerung, bei der sich zeigte, dass sowohl die Sicherheitseinrichtungen als auch die Haustechnik den Anforderungen nicht mehr genügten. Jedoch reichten die den Zuständigen zur Verfügung stehenden Mittel nicht für eine dringend erforderliche Grundsanierung aus.
Von 2000 bis 2001 wurden Brandschutzsofortmaßnahmen vorgenommen, während denen sich die Überlegungen zu einer technischen Gesamtsanierung entwickelten. Im August 2002 kam die Machbarkeitsstudie vom 19. September 2002 des Staatsbauamts Kassel zu dem Ergebnis, eine Sanierung könne in einem Kostenrahmen von 24,4 bis 41 Millionen Euro durchgeführt werden. Das führte Ende 2002 zur Entwurfsplanung, mit der Auswahl des Planungsteams Gerling+Arendt, Becker+Becker, Duschl Ingenieure. Eine im Juli 2004 veranstaltete Pressekonferenz des Staatssekretärs im Hessischen Ministerium für Wissenschaft und Kunst, Joachim-Felix Leonhard, informierte darüber, dass die Sanierung des Staatstheaters für 30,39 Millionen Euro erfolgen wird
Während der Sanierungs- und Umbauarbeiten, eröffnete man Ersatzspielstätten. Das tif (Theater im Fridericianum), sowie die documenta-Halle (Schauspiel) und das Kuppeltheater auf dem Friedrichsplatz (Oper) waren bis Anfang 2007 im Einsatz. Die Wiedereröffnungen des Opernhauses und des Schauspielhauses fanden am 3. und 4. Februar 2007 statt.

## Einordnung des Baus
Paul Bode hatte schon einige Aufgaben im Wiederaufbau übernommen, zum Beispiel das Schlosshotel Wilhelmshöhe. Die neuzeitliche Formgebung des Theaterbaus lässt sich mit den Modernisierungsbestrebungen Kassels in der Nachkriegszeit begründen. Die konvexen und konkaven Formen erinnern an einen ‚organischen Bau’ im Stil Hans Scharouns. Doch trotz neuer Konstruktionen und Formen hielt Bode an einer traditionellen Bauweise fest, was sich an den kubischen und rechtwinkligen Baukörpern zeigt. Damit verband er seine konservativere Auffassung von Architektur mit einem Versuch modernere Formen, zu sehen an der geschwungenen Linienführung des Foyers, einfließen zu lassen. Er versuchte offenbar, den Vorbildern des Funktionalismus, Rationalismus und dem organischen Bauen zu folgen, was sich in der Stilvielfalt des Gebäudekomplexes niederschlägt. „Zwischen Tradition und Moderne“ – so lässt sich dieser Bau am besten beschreiben und verorten.

## Theaterbetrieb
Im Staatstheater Kassel finden annähernd täglich Aufführungen statt und jedes Jahr werden etwa 30 Stücke in verschiedenen Sparten neu inszeniert. Das Staatstheater beschäftigt insgesamt etwa 500 Mitarbeiter und steht seit 2021 unter Leitung des Intendanten Florian Lutz. Ebenfalls seit 2021 leitet als Schauspieldirektorin Patricia Nickel-Dönicke das Sprechtheater. Als Tanzdirektor wirkt seit der Spielzeit 2021/2022 Thorsten Teubl am Staatstheater. Im Juni 2025 wurde bekanntgegeben, dass Sarah Franke ab der Spielzeit 2026/27 als Nachfolgerin von Patricia Nickel-Dönicke die Position der Schauspieldirektorin übernehmen soll.
Im Opernhaus sind 953 Sitzplätze vorhanden, im Schauspielhaus 540 und im Theater des Fridericianums zusätzlich 99 Sitzplätze, das ergibt eine Sitzplatzzahl von 1592. In der Saison 2011/2011 besuchten 210.855 Personen die Einrichtungen des Theaters. In der Spielzeit 2007/8 erhielt das Staatstheater Kassel 26,6 Millionen Euro öffentlicher Mittel und konnte 3,1 Millionen Euro einnehmen. Das Staatsorchester gilt als eines der ältesten Deutschlands. Im Jahr 1502 fand es bereits als Hofkapelle Erwähnung.

## Persönlichkeiten

### Intendanten
- 1925–1927: Paul Bekker
- 1935–1945: Franz Ulbrich
- 1953–1961: Manfred Schaffner
- 1962–1966: Günter Skopnik
- 1966–1972: Ulrich Brecht
- 1972–1975: Peter Löffler
- 1975–1980: Peter Mertz
- 1980–1982: Giancarlo del Monaco
- 1983–1991: Manfred Beilharz
- 1991–1999: Michael Leinert
- 1999–2004: Christoph Nix
- 2004–2021: Thomas Bockelmann
- seit 2021: Florian Lutz

### Hofkapellmeister und Generalmusikdirektoren
| - um 1539: Jorg Senger - um 1570: Johann Heugel - um 1613: Georg Otto - um 1651: Michael Hartmann - 1711: Ruggiero Fedeli - 1764: Ignatio Fiorillo - 1785: Jean Baptiste Rochefort - 1814–1821: Carl Guhr - 1821: Siegfried Benzon - 1822–1857: Louis Spohr - 1857–1880: Karl Reiss - 1880–1899: Wilhelm Treiber - 1899–1914: Franz Beier | - 1914–1935: Robert Laugs – Konzertchef bis 1940 - 1935–1944: Robert Heger - 1945–1948: Richard Holz, Operndirektor und 1. Dirigent - 1948–1951: Karl Elmendorff - 1951–1963: Paul Schmitz - 1963–1966: Christoph von Dohnányi - 1966–1972: Gerd Albrecht - 1972–1980: James Lockhart - 1980–1987: Woldemar Nelsson - 1987–1992: Ádám Fischer - 1992–1997: Georg Schmöhe - 1997–2007: Roberto Paternostro - 2007–2017: Patrik Ringborg - 2017–2024: Francesco Angelico |

## Historische Überlieferung
Die überlieferten Dokumenten des Staatstheaters Kassel werden im Hessischen Staatsarchiv Marburg aufbewahrt. Der Bestand Staatstheater Kassel (159), der eine Laufzeit von 1814 bis 1968 hat und knapp 30 lfd. Regalmeter umfasst, gibt fast lückenlos Auskunft über die künstlerischen Aktivitäten auf der Bühne und die Infrastruktur hinter der Bühne. Er enthält Akten zu den Vorstellungen, zum Repertoire, zu den Gastspielen, zum Garderobe-, Kostüm- und Dekorationswesen sowie zum Finanz- und Rechnungswesen. Ein Großteil der Materialien sind Personalakten der am Theater tätig gewesenen Künstler aus den Bereichen Schauspiel, Oper, Chor, Orchester und Ballett, darunter auch einige bekannte Persönlichkeiten wie der österreichische Komponist Gustav Mahler. Die zum Teil mit Fotografien, Presserezensionen und Referenzen bestückten Akten gewähren einen Einblick in das Wirken der Ensemblemitglieder und den Theaterbetrieb insgesamt.
Gleichzeitig beleuchtet der Bestand aber auch die Zeit des Nationalsozialismus in der Kasseler Theatergeschichte von 1933 bis zum Kriegsende, in der die jüdischen Beschäftigten und Parteigegner entlassen und verfolgt wurden. Die Unterlagen sind vollständig erschlossen und über die Datenbank der hessischen Staatsarchive HADIS online recherchierbar.

## Irma-Jansa-Gesangspreis
Mit dem Irma-Jansa-Gesangspreis werden einmal im Jahr Gesangssolisten des Opernensembles am Staatstheater Kassel ausgezeichnet. Der Preis wurde von Harald Jansa zum Gedenken an seine verstorbene Mutter Irma Jansa (1910–2011) gestiftet. Der Preis ist im Jahr 2015 mit 3000 Euro und danach mit 2000 Euro pro Preisträger dotiert. Bisherige Preisträger sind: Marie-Luise Dreßen und Maren Engelhardt (2019), Elisabeth Bailey und Daniel Jenz (2018), Ulrike Schneider und Hee Saup Yoon (2017), Ani Yorentz und Hansung Yoo (2016) sowie Lin Lin Fan (2015). Am Ende der Spielzeiten 2019/20 und 2020/21 fand wegen der coronabedingten Theaterschließung keine Preisverleihung statt. Am Ende der Spielzeit 2021/22 erhielten Margrethe Fredheim (Sopran) und Filippo Bettoschi (Bariton) den Gesangspreis, 2022/23 die Musiktheater-Solisten Ilseyar Khayrullova (Mezzosopran) und Don Lee (Bass), 2023/24 Marie-Dominique Rykmanns (Sopran) und Stefan Hadzic (Bariton).